# Latin Grammy Awards 2005
 (septembre 2022).
Si vous disposez d'ouvrages ou d'articles de référence ou si vous connaissez des sites web de qualité traitant du thème abordé ici, merci de compléter l'article en donnant les références utiles à sa vérifiabilité et en les liant à la section « Notes et références ».
Cet article énumère les nommés de la 6e cérémonie des Latin Grammy Awards, co-présentée par Rebecca de Alba et Eduardo Santamarina, et ayant eu lieu en novembre 2005 [Où ?].

## Disque de l'année
- Malo : Bebe
- Gasolina : Daddy Yankee
- Amor Del Bueno : Reyli
- Tu No Tienes Alma : Alejandro Sanz
- Duele El Amor : Aleks Syntek

## Album de l'année
- Pafuera Telaranas : Bebe
- Todo El Ano : Obie Bermudez
- Diez : Intocable
- Cantando Historias : Ivan Lins
- MTV Unplugged : Diego Torres

## Chanson de l'année
- Al Otro Lado Del Rio : Jorge Drexler
- Duele El Amor : Aleks Syntek and Ana Torroja
- Malo : Bebe
- Todo El Ano : Obie Bermudez
- Tu No Tienes Alma : Alejandro Sanz

## Nouvel artiste
- Bebe (lauréate[2])
- Ilona
- J.D. Natasha
- Diana Navarro
- Reik

## Chanteuse pop
- Pafuera Telaranas : Bebe
- Andrea Echeverri : Andrea Echeverri
- La Fuerza Del Destino : Fey (en)
- Escucha : Laura Pausini
- El Otro Lado De Mi : Soraya

## Chanteur pop
- Amar Sin Mentiras : Marc Anthony
- Todo El Ano : Obie Bermudez
- Stop : Franco De Vita
- A Corazon Abierto : Alejandro Fernandez
- Razon De Sobra : Marco Antonio Solís

## Album pop ou duo ou groupe
- Pajaros En La Cabeza : Amaral
- Desde Mi Barrio : Andy & Lucas
- Sinverguenza : Bacilos
- Elefante : Elefante
- Postales : Presuntos Implicados

## AlbumUrban
- Barrio Fino : Daddy Yankee
- The Last Don - Live : Don Omar
- The Kings Of The Beats : Luny Tunes
- El Kilo : Orishas
- Desahogo : Vico C

## Albumrock(solo)
- El Viaje A Ninguna Parte : Enrique Bunbury
- Imperfecta-Imperfect : JD Natasha
- Mi Sangre : Juanes
- Mi Vida Con Ellas : Fito Páez
- Mestizo : Revolver

## Album rock (duoou groupe)
- En Vivo : Enanitos Verdes
- Un Metro Cuadrado : Jarabe de Palo
- Musica Pa'l Pueblo : Locos Por Juana
- Con Todo Respeto : Molotov
- Estelar : Volumen Cero

## Albumrock alternatif
- En El Cielo De Tu Boca : Circo
- Sweet & Sour, Hot y Spicy : Ely Guerra
- The Venezuelan Zinga Son Vol. 1 : Los Amigos Invisibles
- Street Signs : Ozomatli
- Ecolecua : Rabanes

## Chanson rock
- Bienvenido Al Anochecer : Beto Cuevas, Chansonwriter (La Ley, artist)
- Lagrimas : Martin Chan & JD Natasha, Chansonwriters (JD Natasha, artist)
- Nada Valgo Sin Tu Amor : Juanes, Chansonwriter (Juanes, artist)
- Polaroid De Ordinaria Locura : Fito Paez, Chansonwriter (Fito Páez, artist)
- Un Accidente : J. L. Abreu & Egui Santiago, Chansonwriters (Circo, artist)

## Albumsalsa
- Valio La Pena : Marc Anthony
- Asi Soy... : Oscar D'Leon
- Aqui Estamos y... De Verdad! : El Gran Combo De Puerto Rico
- Autentico : Gilberto Santa Rosa
- Across 110th Street : Spanish Harlem Orchestra

## Albummerengue
- Saborealo : Elvis Crespo
- En Vivo 2004 : Los Toros Band
- Celebra Conmigo : Kinito Mendez
- Generaciones : Ramon Orlando
- Resistire : Toño Rosario

## Album tropical (moderne)
- Bacha : Bacha
- Chapeando : Juan Formell and Los Van Van
- Hasta El Fin : Monchy & Alexandra
- Sin Miedo : Michael Stuart
- Cuba Le Canta A Serrat : Varios Artistas
- El Rock De Mi Pueblo : Carlos Vives

## Album tropical traditionnel
- Ahora Si! : Cachao
- Nostalgia : Manny Manuel
- Buena Vista Social Club Presents Manuel Guajiro Mirabal : Manuel Guajiro Mirabal
- Flor De Amor : Omara Portuondo
- Tradicion : Tropicana All Stars

## Chanson tropicale
- Ahora Si : Cachao
- Bandolero : Jose Luis Morin A. & Olga Tanon
- Como Tu : Carlos I. Medina & Carlos Vives
- Las Avispas : Juan Luis Guerra
- Valio La Pena : Marc Anthony

## Album auteur-interprète
- Vaidade : Djavan
- Bolsillos : Pedro Guerra
- City Zen : Kevin Johansen
- Resucitar : Gian Marco
- Los Rayos : Vicentico

## Album ranchero
- No Soy De Nadie : Pepe Aguilar
- Alma Ranchera : Rocío Dúrcal
- Vicente Fernandez y Sus Corridos Consentidos : Vicente Fernandez
- Tradicional : Ana Gabriel
- Mexico En La Piel : Luis Miguel

## Album banda
- En vivo : Banda El Recodo De Cruz Lizarraga
- Los Numero Uno Del Pasito Duranguense : Conjunto Atardecer
- Pensando En Ti : K-Paz De La Sierra
- Locos De Amor : Los Horoscopos De Durango
- Con Mis Propias Manos : Lupillo Rivera

## Album grupero
- Loca De Amar : Ana Barbara
- Sin Riendas : Bronco / El Gigante De America
- Para El Pueblo : Oscar De La Rosa and La Mafia
- Olvidarte Nunca : Guardianes Del Amor
- Sigo Pensando En Ti : Volumen

## Album tejano
- Polkas, Gritos y Acordeones : David Lee Garza, Joel Guzman & Sunny Sauceda
- Solo Contigo : David Lee Garza and Los Musicales
- Para Mi Gente : Jimmy Gonzalez and Grupo Mazz
- Milagro : La Tropa F
- Vive : Bobby Pulido

## Album norteno
- Hoy Como Ayer : Conjunto Primavera
- Diez : Intocable
- Atrevete : Los Palominos
- Directo Al Corazon : Los Tigres Del Norte
- El Zurdo De Oro : Michael Salgado

## Chanson mexicaine
- Aire : Josue Contreras & Johnny Lee Rosas
- Corazon Dormido : Jimmy Gonzalez and Grupo Mazz
- Me Vuelvo Loco : Los Palominos
- Na Na Na (Dulce Nina) : (A.B. Quintanilla III Presents Kumbia Kings)

## Album instrumental
- Nuevos Caminos : Manuel Alejandro
- Ed Calle Plays Santana : Ed Calle
- Tiple Jazz : Pedro Guzman
- Paseo : Gonzalo Rubalcaba & New Cuban Quartet
- Coral : David Sánchez

## Albumfolk
- Misa Criolla - Navidad Nuestra De Ariel Ramirez : Camerata Coral and Grupo Tepeu
- One Blood Una Sangre : Lila Downs
- Noche Amiga Mia : Los Nocheros
- Para Ellos : John Santos and El Coro Folklorico Kindembo
- Homenaje A Luis Miranda 'El Pico De Oro, ' Varios Artistas

## Albumtango
- Hybrid Tango : Hybrid Tango
- De Tango Somos : Nicolas Ledesma Cuartetop
- Buenos Aires, Viaje / Buenos Aires Journey : Adriana Nan
- Solo Para Dos : Trelles & Cirigliano
- Bajo Cero : Pablo Ziegler, Quique Sinesi & Walter Castro

## Albumflamenco
- Mi Adn Flamenco : Diego Carrasco
- Confi De Fua : Jose Merce
- Andando El Tiempo : Gerardo Núñez con Paolo Fresu, Perico Sambeat and Mariano Díaz
- No Hay Quinto Malo : Niña Pastori
- Aguadulce : Tomatito

## Albumlatin jazz
- Mi Tambor : Paoli Mejias
- The Body Acoustic : Bob Mintzer, Giovanni Hidalgo, Andy Gonzalez (en), David Chesky & Randy Brecker
- Piano / Drums / Bass : Negroni's Trio
- Poncho At Montreux : Poncho Sanchez
- Bebo De Cuba - Suite Cubana - El Solar De Bebo - Cuadernos De Nueva York : Bebo Valdes

## Christian(en espagnol)
- Viento Mas Fuego : Marco Barrientos
- Para Ti : Juan Luis Guerra
- Luz En Mi Vida : Pablo Olivares
- Dia De Independencia : Rojo
- Tiempo De Navidad : Marcos Witt

## AlbumChristian(en portugais)
- Som De Adoradores-Ao Vivo : Aline Barros
- Terremoto-Ao Vivo : Eyshila
- Para Orar e Adorar 3 - Ouco Deus Me Chamar : Ludmila Ferber
- Deixa O Teu Rio Me Levar - Ao Vivo : Soraya Moraes
- Para O Mundo Ouvir : Rose Nascimento
- Alem Do Que Os Olhos Podem Ver : Oficina G3
- Cantando, Dancando e Louvando! : Alexandre Soul

## Album pop brésilien
- El Milagro De Candeal : Carlinhos Brown
- MTV Ao Vivo : Rita Lee
- Incite : Lenine
- Estudando o Pagode - Na Opereta Segregamulher e Amor : Tom Ze

## Albumrock brésilien
- Barão Vermelho : Barão Vermelho
- Tamo Ai Na Atividade : Charlie Brown Jr.
- Leela : Leela
- Tianastacia Ao Vivo : Tianastacia

## samba/ pagode
- Ao Vivo 3 : Jorge Aragão
- A Madrinha Do Samba / Ao Vivo Convida : Beth Carvalho
- Brasilatinidade : Martinho da Vila
- Brasao de Orfeu : Wilson das Neves
- Partido Ao Cubo : Nei Lopes
- A Vera : Zeca Pagodinho

## MPB (Música Popular Brasileira)
- Eletracustico : Gilberto Gil
- Joao Gilberto in Tokyo : João Gilberto
- Com o Pe No Forro : Toninho Horta
- Banda Maluca : Joyce
- Cantando Historias : Ivan Lins

## Musique romantique
- Pra Sempre Ao Vivo No Pacaembu : Roberto Carlos
- Donos do Brasil : Raimundo Fagner
- Leonardo Canta Grandes Sucessos : Leonardo
- Alma Sertaneja : Roberta Miranda
- Alto Falante : Alexandre Pires

## Album brésilien
- Gaitapontocom : Renato Borghetti
- Recado a Sao Paulo : Caju & Castanha
- Cada Um Belisca Um Pouco Dominguinhos : Sivuca & Oswaldinho
- Os Maiores Sucessos de Sao Joao : Forrocacana
- O Canto Da Sereia : Gil
- Baiao De Dois : Elba Ramalho e Dominguinhos
- MTV Ao Vivo : Ivete Sangalo

## Chanson brésilienne
- Cancao Transparente : Francis Hime & Olivia Hime, Chansonwriters
- Ninguem Faz Ideia : Lenine & Ivan Santos, Chansonwriters (Lenine, artist)
- Ponte Aerea : Jose Miguel Wisnik, Chansonwriter (Eveline Hecker, artist)
- Sao Sebastiao : Totonho Villeroy, Chansonwriter (Totonho Villeroy, artist)

## Musique latine pour enfants
- La Fiesta Continua!!! Christell
- Floricienta y Su Banda : Floricienta
- Ke Zafados : Ke Zafados
- Poder Payasonico : Los Payasonicos
- Lina Luna : Lina Luna
- Aventura y Amor : Mision S.O.S

## Album demusique classique
- Fantasia Brasileira : Orquestra de Camara Rio Strings
- Glazunov Symphony No. 5 The Seasons : José Serebrier
- Homo Ludens : Leo Brouwer
- Riberas : Cuarteto De Cuerdas Buenos Aires & Paquito D'Rivera
- Rodrigo Concierto De Aranjuez / Villa Lobos Concerto For Guitar and Ponce Concierto Del Sur : Sharon Isbin

## ingénieur du son
- Diez : Chuy Flores & Jack Saenz III, engineers
- Fuego : Seth Atkins, Javier Garza, Cruzck Martinez & RobertBobbo Martinez, engineers
- MTV Unplugged : Gustavo Borner, engineer
- Street Signs : Robert Carranza, Serban Ghenea & Anton Pukshansky, engineers
- Velvetina : Antonio Cortes, engineer

## Producteur de l'année
- Paco de Lucía
- Sergio George
- Sebastian Krys
- Gustavo Santaolalla
- Afo Verde

## vidéo-clip
- Volverte A Ver : Juanes Gustavo Garzon, video director; Cecilia Sagredo, video producer
- Mirate : Gustavo Garzon, video director Sweet Dreams, video producer (La Ley, artist)
- Amateur : Rogelio Sikander, video director The Maestros, video producer (Molotov, artist)
- A Veces Fui : Esteban Madrazo, video director Mediamates, video producer (Aleks Syntek, artist)
- Los Caminos De La Vida : Pucho Mentasti, video director; Pucho Mentasti, video producer (Vicentico, artist).